# 都晋熙
都 晋熙（ト・ジニ、朝鮮語: 도진희、1917年6月28日 - 1995年5月31日）は、日本統治時代の朝鮮および大韓民国の警察官、実業家、政治家。第3代韓国国会議員。
本貫は星州都氏、字は重文（ジュンムン、중문）、号は斗南（トゥナム、두남）。

## 経歴
日本統治時代の慶尚北道星州郡出身。首都警察大学卒、独学で法学専修修了。警察官、国防部特務隊書記官、東新旅客自動車会社副社長、自由党慶北道党政務副次長、民衆党慶北道党委員長などを歴任した。
1954年の第3代総選挙に星州郡選挙区から自由党の所属で出馬して当選したが、1956年に金昌龍中将暗殺事件に巻き込まれて拘束された後に1957年9月に議員職を喪失した。1963年の第6代総選挙で国民の党の所属で立候補したが落選し、1967年の第7代総選挙では新民党の所属で立候補したが再び落選した。
1995年5月31日にソウル市内の病院で老衰により死去。享年78。

## 不祥事
陸軍二等上士として勤務中の1949年9月29日に南朝鮮労働党の関係者とされる東大門区民保団長、東大門警察署後援会長の高羲斗を拷問の末に死なせたため、同年10月23日にソウル地方法院で有罪判決を受け、不名誉除隊、全給料没収と懲役3年の刑を言い渡された。
1956年に金昌龍中将が姜文奉中将の委託を受けた許泰栄らにより殺害された事件で、金の殺害後に都が犯行用のジープ車を購入し塗装を変更した。そのため、1957年9月18日に犯人の逃走幇助や証拠隠滅などの罪でまたソウル高等法院により懲役2年6か月の刑を言い渡され、1958年1月に大法院の上告棄却判決により刑が確定した。1960年1月30日に満期出所し、1962年3月に復権した。
1957年9月の議員資格喪失以来、韓国の憲政史上で国会議員に対する資格審査により失格した唯一の国会議員である。